# Fannia morrisoni
Fannia morrisoni är en tvåvingeart som beskrevs av Malloch 1913. Fannia morrisoni ingår i släktet Fannia och familjen takdansflugor. Inga underarter finns listade i Catalogue of Life.